# Archaeoteleia pygmea
Archaeoteleia pygmea  (лат.) — вид наездников из семейства Platygastridae (Archaeoteleia, Scelioninae, или Scelionidae, по другим классификациям). Чили. Длина самок 2,2—3,1 мм. Общая окраска желтовато-коричневая, ноги — желтые. Самки нелетающие бескрылые, самцы макроптерные. Формула булавы усиков A6–A12/2-2-2-2-2-2-1. Нижнечелюстные щупики 5-члениковые; нижнегубные щупики состоят из 3 сегментов. Усики у обоих полов 12-члениковые. Формула члеников лапок: 5-5-5; формула шор ног: 1-2-2. Брахиптерные самки более всего сходны с таковыми же у вида Archaeoteleia submetallica.
Вид был описан в 1968 году в ходе описания нового рода, проведённого энтомологом Любомиром Маснером (Lubomir Masner, Канада).